# 迎宾街道 (长春市)
迎宾街道，是中华人民共和国吉林省长春市绿园区下辖的一个乡镇级行政单位。2023年3月17日设立。管辖范围东起西环城路，西至香缇雅颂西侧、朱家窝堡西侧，南起隆化路、迎宾路，北至车家村北侧。

## 行政区划
迎宾街道下辖以下地区：
下辖南航、迎宾路、润民、万盛、香江5个社区和四季青、车家2个村。